# Apachita

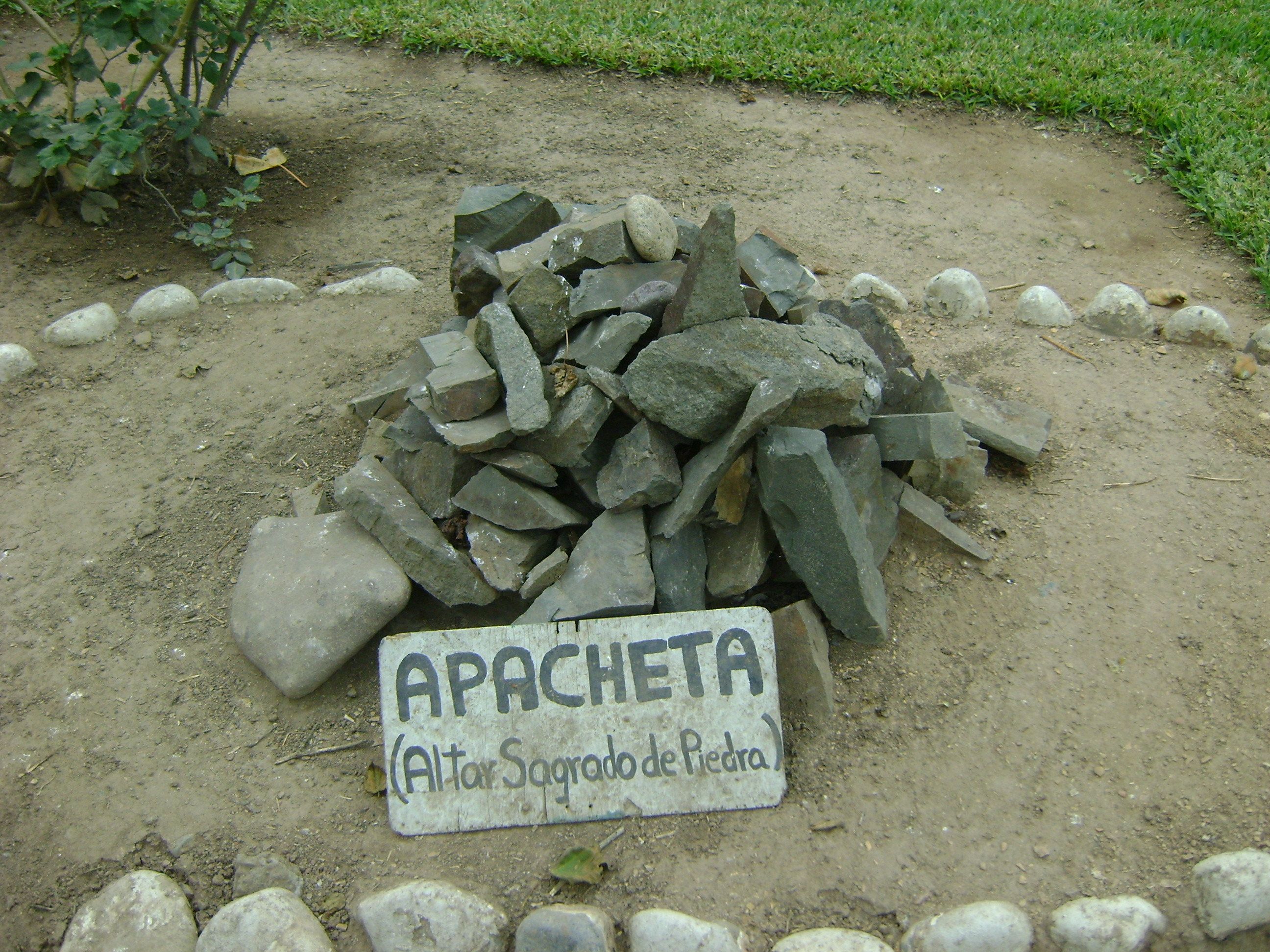
Apachita nel giardino botanico di Lima

Apachita (anche apacheta o più raramente chupasita) era il termine con cui gli antichi peruviani denominavano dei cumuli di pietre posti sui passi andini a cavallo dei due versanti.
Le pietre, per lo più minuscole, erano collocate dai viandanti che accrescevano il cumulo ad ogni passaggio, raccogliendone una in pianura, per depositarla assieme alle altre una volta giunti sulla sommità.
Gli ammassi, così costituiti, raggiungevano spesso ragguardevoli dimensioni e gli indigeni erano soliti lasciarvi anche altri oggetti come, ad esempio, calzari frusti, alcuni capelli o un getto di saliva di coca masticata. All'atto del deposito recitavano altresì una breve giaculatoria in onore, di solito, di Pachacamac o del vento.
Proprio questo atteggiamento fece sorgere nei religiosi spagnoli il sospetto che si trattasse di una pratica idolatrica da combattere. Decisero pertanto di eliminare questi oggetti di culto pagano, ma si accorsero, ben presto, di quanto fosse difficile distruggere dei manufatti tanto imponenti. Fu giocoforza accontentarsi di far erigere alla loro sommità delle croci, certi comunque che la presenza del simbolo cristiano avrebbe demonizzato le forze oscure che vi albergavano. Gli indigeni, da parte loro, esercitarono una resistenza soltanto passiva, limitandosi a depositare le pietre un poco più in là, cosicché dopo poco tempo due cumuli, uno con la croce e l'altro senza distinsero i passi montani.
L'atteggiamento remissivo degli indios, tanto più stupefacente se si considera la difesa ad oltranza che condussero, in altre occasioni, per preservare le loro divinità, trova forse una spiegazione nel vero sentimento che provavano verso le apachita.
Scorrendo alcune cronache di antichi "historiadores" si apprende infatti che l'Inca Sinchi Roca, il secondo sovrano della dinastia, aveva ingiunto ai suoi sudditi di accumulare in questo modo delle pietre alla sommità dei passi montani per potervi costruire delle torri di osservazione, dette usno, in quechua. 
In questo contesto le apachita non sarebbero state altro che l'adempimento di uno dei tanti apporti di lavoro che i singoli sudditi dovevano all'impero degli Inca, in qualità di tributo.
Col tempo, la ripetitività del gesto avrebbe assunto i connotati di una apparente ritualità, scandita appunto da una breve giaculatoria, ma per gli indigeni le apachita non avrebbero mai avuto il valore di una vera e propria divinità.